# Накра
Накра (груз. ნაკრა) — село в Грузії.
За даними перепису населення 2014 року в селі проживає 178 осіб.